# Pyrofosforzuur
Pyrofosforzuur of difosforzuur is een tetraprotisch oxozuur van fosfor, met als brutoformule {\displaystyle {\ce {H4P2O7}}}. De stof komt voor als een kleurloze en geurloze hygroscopische vaste stof, die zeer goed oplosbaar is in water, ethanol en di-ethylether. Het is een matig sterk anorganisch zuur en formeel een dimeer van fosforzuur. Pyrofosforzuur is corrosief.

## Synthese
Pyrofosforzuur wordt bereid uit fosforzuur {\displaystyle {\ce {H3PO4}}} door middel van een eliminaire dehydratiereactie:
{\displaystyle \mathrm {2\ H_{3}PO_{4}\ \longrightarrow \ H_{4}P_{2}O_{7}\ +\ H_{2}O} }
De omgekeerde reactie, de hydrolyse van pyrofosforzuur, is eveneens mogelijk:
{\displaystyle \mathrm {H_{4}P_{2}O_{7}\ +\ H_{2}O\ \longrightarrow \ 2\ H_{3}PO_{4}} }